# Guillena
Guillena est une commune située dans la province de Séville de la communauté autonome d’Andalousie en Espagne, célèbre pour avoir été le lieu de l'épisode historique des 17 Roses de Guillena pendant la guerre d'Espagne.

## Administration
| Période                                  | Période | Identité | Étiquette | Qualité |
| ---------------------------------------- | ------- | -------- | --------- | ------- |
| N/A                                      | N/A     | N/A      | N/A       | Maire   |
| Les données manquantes sont à compléter. |         |          |           |         |

## Personnalités liées à la commune
- Les 17 Roses de Guillena : groupe de femmes républicaines âgées de 24 à 70 ans fusillées dans la commune par les franquistes pendant la guerre d'Espagne en novembre 1937. Un panthéon leur rend hommage dans le cimetière de Guillena[1].

## Sources
- (es) Cet article est partiellement ou en totalité issu de l’article de Wikipédia en espagnol intitulé « Guillena » (voir la liste des auteurs).